# ويليام ستودارد
ويليام ستودارد (بالإنجليزية: William Stoddard)‏ هو مخترع وكاتب للأطفال وكاتب أمريكي، ولد في 1835، وتوفي في 1925.